# どん底作家の人生に幸あれ!
『どん底作家の人生に幸あれ!』（どんぞこさっかのじんせいにさちあれ!、The Personal History of David Copperfield）は、2019年のイギリス・アメリカ合衆国のコメディドラマ映画。監督はアーマンド・イアヌッチ、出演はデーヴ・パテールとティルダ・スウィントンなど。チャールズ・ディケンズの半自伝的小説『デイヴィッド・コパフィールド』をもとに、主人公デヴィッド・カッパーフィールドが送る波瀾万丈の人生をユーモラスに描いた群像喜劇。

## ストーリー
19世紀のイギリス。物語は、作家になったデイヴィッドが講演会で語る自作の小説として展開して行く。
デイヴィッドは、そこそこ裕福な紳士階級に生まれたが、父はすでに亡くなっていた。空想癖があり、言葉に対する感性の鋭いデイヴィットは、陽気な乳母のぺゴティや、その家族たちと、楽しい少年時代を送った。
だが、デイヴィッドの母が再婚した相手は財産目当てのマードストーンだった。義父マードストーンによって、デイヴィッドは金欠病の親戚ミコーバーの家に預けられ、ビン詰め工場で働きながら成長した。
やがて母が病死すると、青年に成長したデイヴィッドは工場から逃げ出し、裕福な大叔母トロットウッドに助けを求めた。
大叔母の庇護の元、大学で法律を学び、ロンドンで「事務弁護士」として働き始めるデイヴィッド。だが、そこへ破産した大叔母が転がり込んできた。
大叔母の財産の管財人だったウィックフィールドに融資を申し込むデイヴィッド。しかし、ウィックフィールドの事務所はヒープという男に乗っ取られており、融資は却下された。ヒープはデイヴィッドの貧しい学友で、成り上がるために紳士階級のデイヴィッドにへつらい、付きまとっていた男だった
狭いアパートで、大叔母と暮らすデイヴィッド。乳母のペゴティも上京して来た。ペゴティは、失踪した家族のエイミーを探しているのだ。若いエイミーは、デイヴィッドの学友で上流階級のジェームズと駆け落ちしていた。
デイヴィッドには作家の才能があると励ますペゴティ。ホームレスになった親戚ミコーバーらも同居させ、大混雑の中で執筆に励むデイヴィッド。
管財人ウィックフィールドの娘で、デイヴィッドの友人であるアグネスは、ヒープの元で秘書として働き、ヒープの悪巧みの証拠を探し出した。ヒープは書類を偽造して大叔母の財産を騙し取り、ウィックフィールドの事務所も奪ったのだ。大挙して事務所に押しかけ、ヒープの罪を暴くデイヴィッドら。
そんな時、ペゴティの探す家族エイミーが見つかった。ジェームズに捨てられたエイミーは、ロンドンの貧民窟で暮らしていたのだ。ジェームズが謝罪のために船で帰国すると話すエイミー。だが、船は嵐で難破し、ジェームズは救助を拒んで溺死した。
アグネスとの結婚を誓った場面で、講演を終えるデイヴィッド。この半自伝的な小説は大ヒットし、デイヴィッドは大叔母の屋敷を買い戻すのだった。

## キャスト
- デヴィッド・カッパーフィールド（英語版） - デーヴ・パテール
- ベッツィー・トロットウッド（英語版） - ティルダ・スウィントン
- ミスター・ディック（英語版） - ヒュー・ローリー
- ウィルキンス・ミコーバー（英語版） - ピーター・カパルディ
- ユライア・ヒープ（英語版） - ベン・ウィショー
- ミスター・ペゴティ（英語版） - ポール・ホワイトハウス
- ジェームス・スティアーフォース（英語版） - アナイリン・バーナード
- ミセス・ペゴティ（英語版） - デイジー・メイ・クーパー（英語版）
- ドーラ・スペンロウ（英語版） - モーフィッド・クラーク
- ミスター・ウィックフィールド - ベネディクト・ウォン
- ジェーン・マードストーン - グェンドリン・クリスティー
- ハム（英語版） - アンソニー・ウェルシュ
- アグネス・ウィックフィールド（英語版） - ロサリンド・イレアザル
- エミリー - エイミー・ケリー（英語版）
- ミセス・クラップ - ソフィー・マクシェラ（英語版）
- ドクター・チリップ - ディヴィアン・ラドワ（英語版）
- ミセス・スティアーフォース - ニキ・アムカ＝バード（英語版）
- ジャネット - ルビー・ベンタル（英語版）
- ミセス・ミコーバー - ブロナー・ギャラガー
- エドワード・マードストーン（英語版） - ダレン・ボイド（英語版）

## 製作
2018年2月、アーマンド・イアヌッチがチャールズ・ディケンズの『デイヴィッド・コパフィールド』を原作とした新作で、監督・脚本・製作を務めることが発表された。なお、脚本はサイモン・ブラックウェルと共同で執筆された。2月後半、デーヴ・パテールがタイトル・ロールの役でキャストに加わった。2018年4月、ティルダ・スウィントン、ヒュー・ローリー、アナイリン・バーナード、モーフィド・クラークがキャストに加わった。2018年5月、ピーター・カパルディがキャストに加わり、プリプロダクションが進行中であることが分かった。2018年6月、グェンドリン・クリスティー、ベネディクト・ウォン、ポール・ホワイトハウス、デイジー・メイ・クーパーがキャストに加わった。2018年7月、エイミー・ケリーがキャストに加わった。

### 撮影
主要な撮影は、2018年6月にノーフォークとサフォークで始まり、7月にはキングストン・アポン・ハル、ベリー・セント・エドマンズ、ウェイボーン、キングズ・リンでも撮影が行われた。撮影は2018年8月に終了した。『デイヴィッド・コパフィールド』を原作とした劇場公開映画は50年ぶりに制作された。

## 公開
本作は、2019年9月5日の第44回トロント国際映画祭で世界初上映された。その後、2019年10月2日にヨーロッパで公開され、第63回ロンドン映画祭でオープニング上映を務める。

## 作品の評価
Rotten Tomatoesによれば、245件の評論のうち高評価は92%にあたる225件で、平均点は10点満点中7.6点、批評家の一致した見解は「『どん底作家の人生に幸あれ!』はディケンズの古典に新鮮で、面白く、そしてこの上なく魅力的な解釈を加え、時代を超越した物語が本当にあることを証明している」となっている。
Metacriticによれば、39件の評論のうち、高評価は33件、賛否混在は5件、低評価は1件で、平均点は100点満点中77点となっている。